# Sem Limite
Albums de Santamaria
Eu Sei, Tu Es Voar
Sem Limite est le deuxième album des Santamaria. il est sorti le 27 avril 1999.
Il se classe premier des ventes au Portugal pendant plus de quatre mois. Le total des ventes atteint plus de cent soixante mille exemplaires.

## Liste des pistes
1. « Tudo p'ra te amar » (4:17)
2. « Sem oasis para te amar » (4:29)
3. « Quero-te mais » (4:26)
4. « Nao sei como saber » (3:38)
5. « Falésia do amor » (3:56)
6. « Happy marvilha » (5:13) feat Whigfield
7. « Cor d'amnésia » (3:33)
8. « Meu lugar, meu mondo » (4:58)
9. « Ja nao..., ja nao posso mais » (3:58)
10. « Incrivelmente apaixonante » (3:47)
11. « Tudo p'ra te amar (remix) » (6:05)
12. « Tudo p'ra te amar (remix) » (7:45)
13. « Tudo p'ra te amar (remix) » (6:14) feat Joshook